# Palazzo Piomarta
Palazzo Piomarta (o Piamarta), detto anche Palazzo della Pubblica Istruzione, è un palazzo di Rovereto risalente alla metà del XVIII secolo, sede dell'Università di Trento. In passato ospitò l'Imperial Regio Ginnasio (poi Liceo Antonio Rosmini) e la Scuola Reale Elisabettina  (poi ITET Fontana (Rovereto)). Nel corso degli anni nelle sue sale vennero accolte l'Accademia Roveretana degli Agiati, la Biblioteca civica Girolamo Tartarotti e il Museo civico di Rovereto.

## Storia dell'edificio
La costruzione del palazzo iniziò nel 1772 per volere del barone Gaetano Piomarta, nobile di origini piemontesi. Quando questi morì venne ultimato dalla sorella, la baronessa Eleonora Piomarta e dal marito, il conte Francesco Alberti Poja. Autore del progetto fu Ambrogio Rosmini, molto attivo a Rovereto in quel periodo.

## Aspetti architettonici

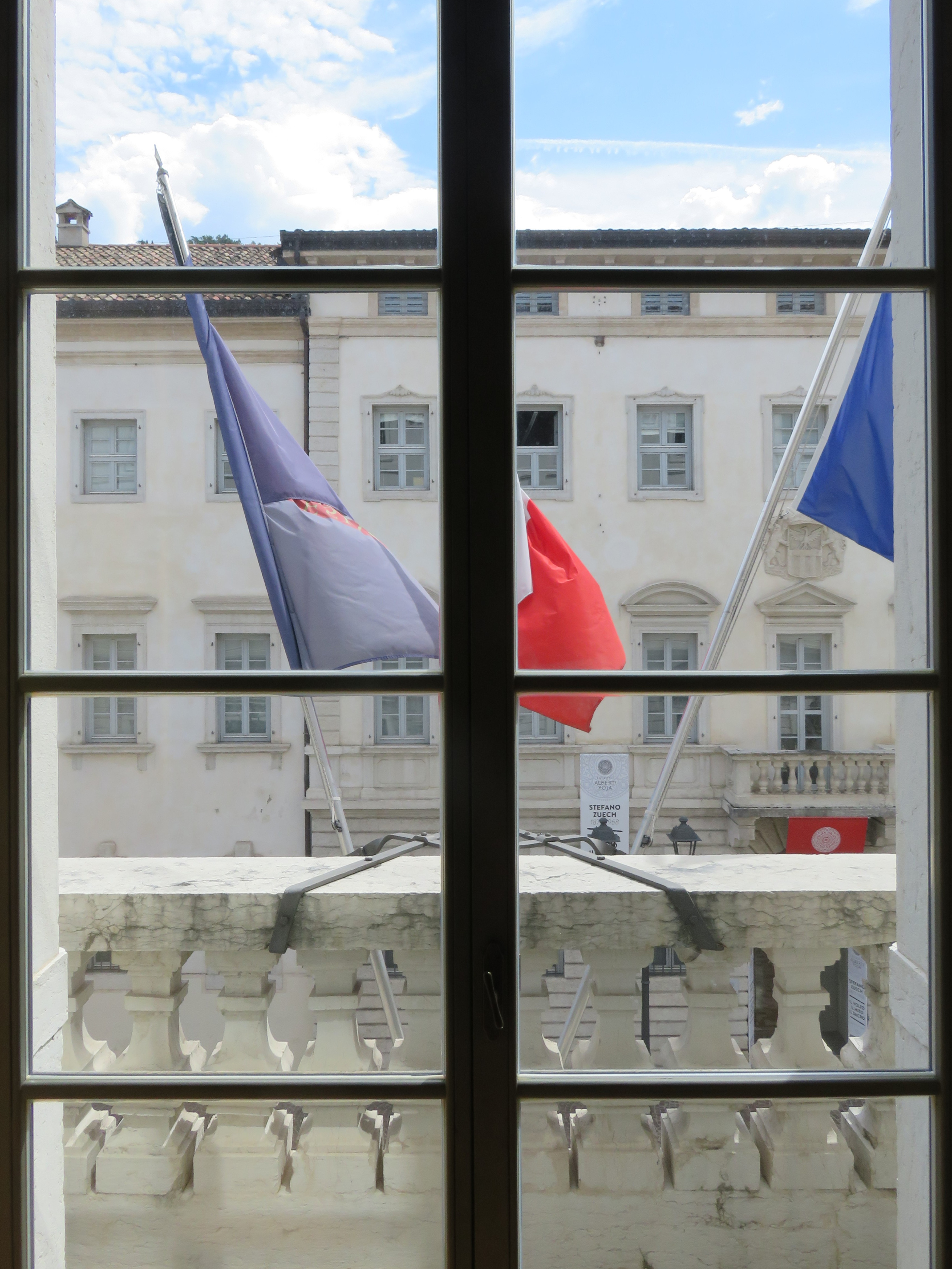
Vista dall'aula magna di Palazzo Piomarta su Palazzo Alberti Poja

La facciata è imponente ed austera, in stile neoclassico. Al portale si accede da due scivoli che portano al salone d'ingresso al piano rialzato trasformata, nel corso degli anni, nel Pantheon roveretano.
Prima della ristrutturazione palazzo Piomarta rispettava lo schema delle dimore gentilizie tipico del XVIII secolo ed era organizzato in una sequenza di stanze e sale comunicanti tra loro.
Le due corti interne erano funzionali alla necessità di fornire illuminazione agli ambienti che vi si affacciavano. In seguito ai recenti lavori tali spazi sono divenuti ambienti chiusi da una copertura trasparente e protetti, quindi raccordo tra le sale che vi si affacciano, sui vari piani.
Oggi l'intera struttura è suddivisa in quattro livelli.
- Piano interrato
- Piano seminterrato (usato per biblioteca, zone studio, segreteria e altro)
- Pianterreno e primo (con aule per le varie attività didattiche ed universitarie)
- Secondo piano

La grande sala di ingresso, lo scalone e l'aula magna sono utilizzabili senza la necessità di accedere ad altre parti dell'edificio.

## Utilizzo storico
Progettato per essere un'importante dimora nobile venne acquistato dal Comune di Rovereto nel 1850 per diventare un centro culturale e sede scolastica (ospitò il Ginnasio e in seguito anche la Scuola Reale).

## Utilizzo recente

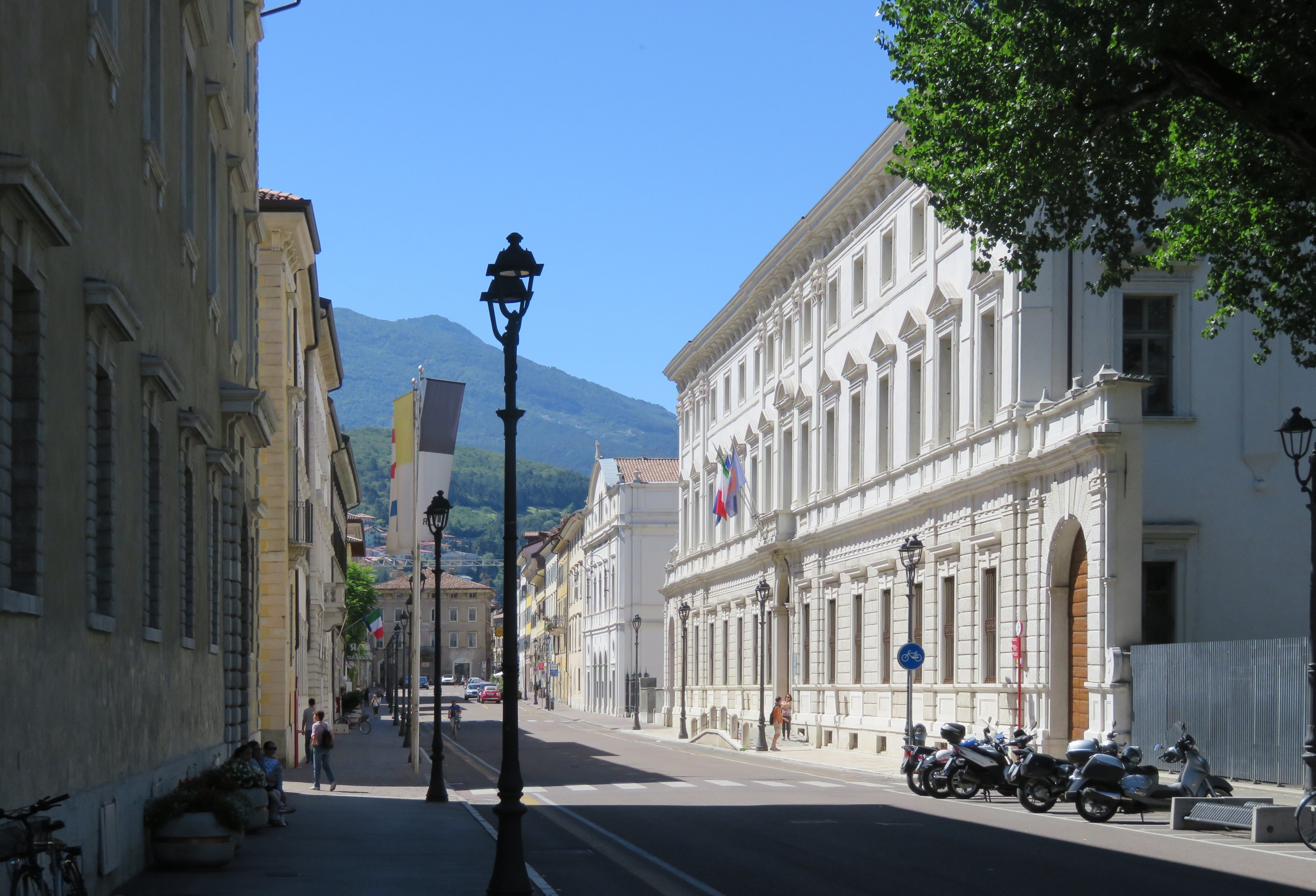
Palazzo Piomarta in corso Bettini. Di fronte il Palazzo Annona, l'ingresso al Mart e Palazzo Alberti Poja. In secondo piano il Teatro comunale Riccardo Zandonai

Rovereto ospita il Centro di Ricerca Sport, Montagna e Salute ed il Polo Universitario delle Professioni Sanitarie dell'Università degli Studi di Verona e il Dipartimento di Psicologia e Scienze Cognitive e il Centro Interdipartimentale Mente e Cervello dell'Università degli Studi di Trento.
Oggi il palazzo Piomarta, tra quelli ricordati sopra, ospita il Dipartimento di Psicologia e Scienze Cognitive.

## Curiosità
Il palazzo viene chiamato indifferentemente palazzo Piomarta o palazzo Piamarta, ma la famiglia nobile dalla quale prende il nome è, secondo varie fonti, Piamarta di Langelfeld. I baroni Piamarta di Langelfeld furono originari di Agrano, frazione di Omegna.

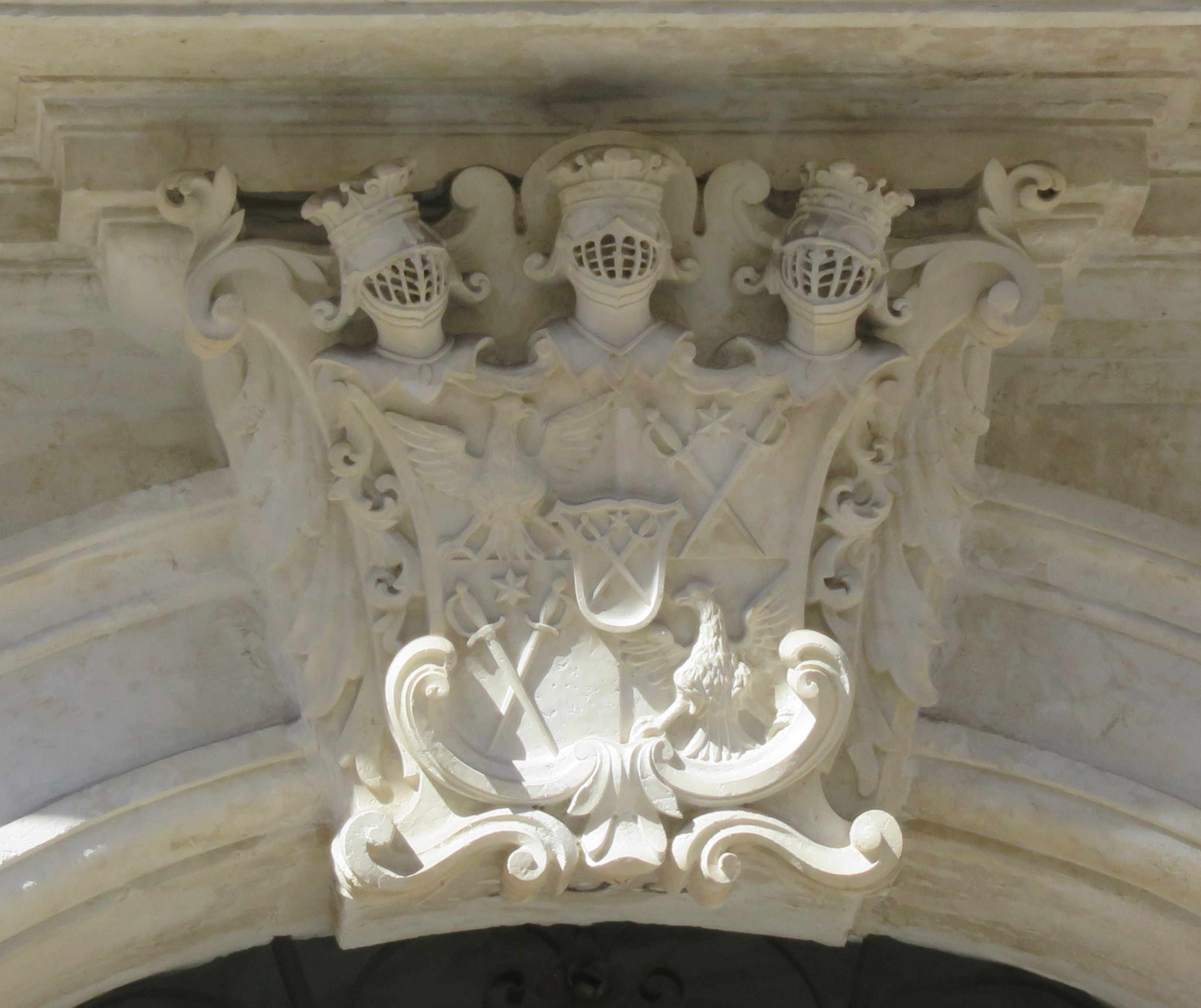
Stemma dei Piamarta

L'arma della famiglia è divisa in quattro parti e riporta nella prima e nella quarta l'aquila, nella seconda e nella terza due spade rivolte verso il basso, incrociate e con una stella sopra a dividerle. Lo stella poi viene ripetuta nuovamente in centro, sopra le quattro parti, ancora con il motivo delle spade incrociate.
Il cognome deriva dall'unione di due nomi, Pia e Marta, che rispettivamente significano buona e provocante. Era ed è diffuso nella valle dell'Adige. Si ricorda un Leonardo Piamarta a Langelfeld (1708 - 1757), benefattore roveretano.
A Rovereto, a breve distanza dal palazzo, esiste via Piomarta, che inizia da corso Bettini.

## Galleria d'immagini

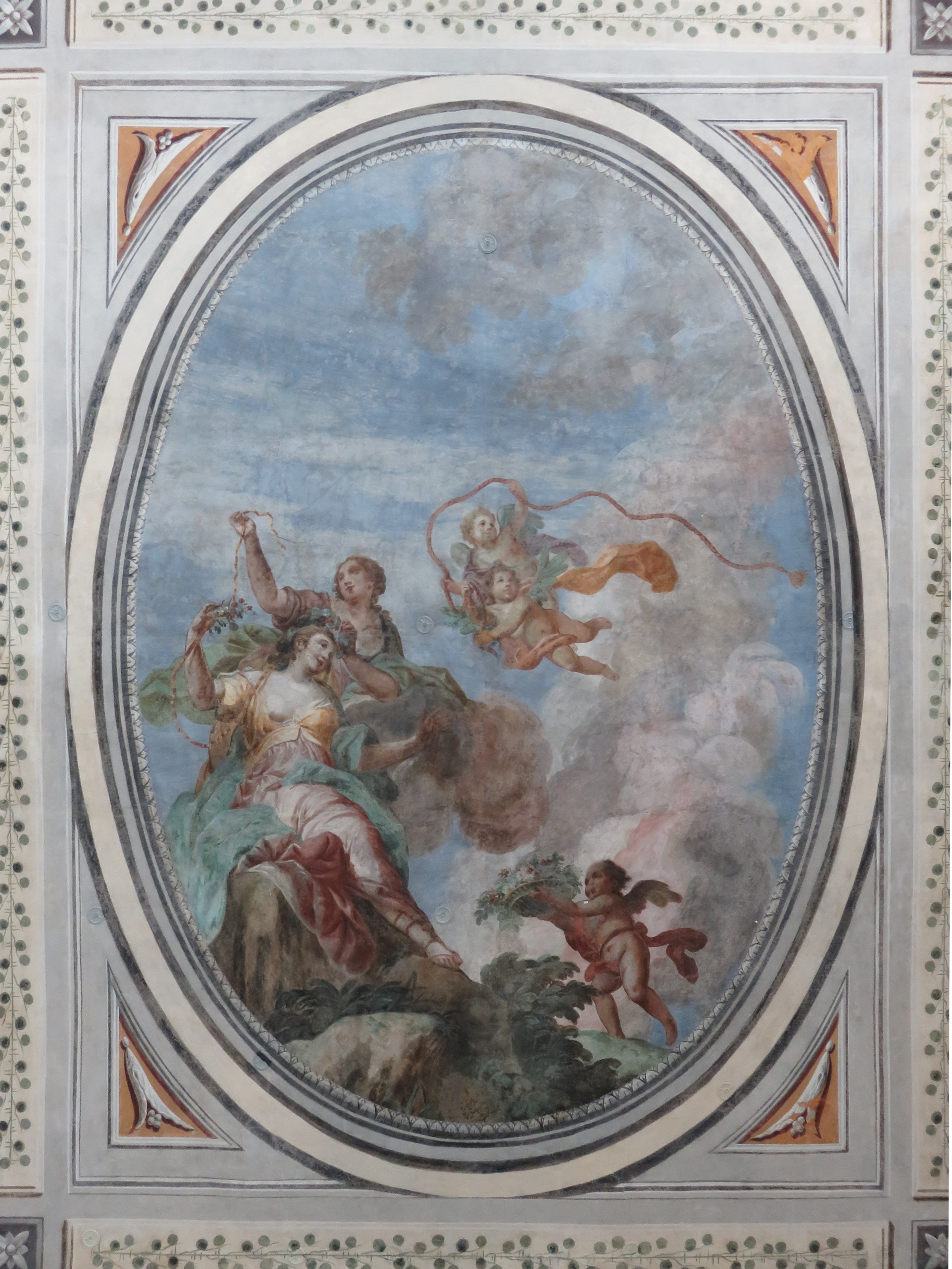
Soffitto affrescato in una saletta dell'ala sud
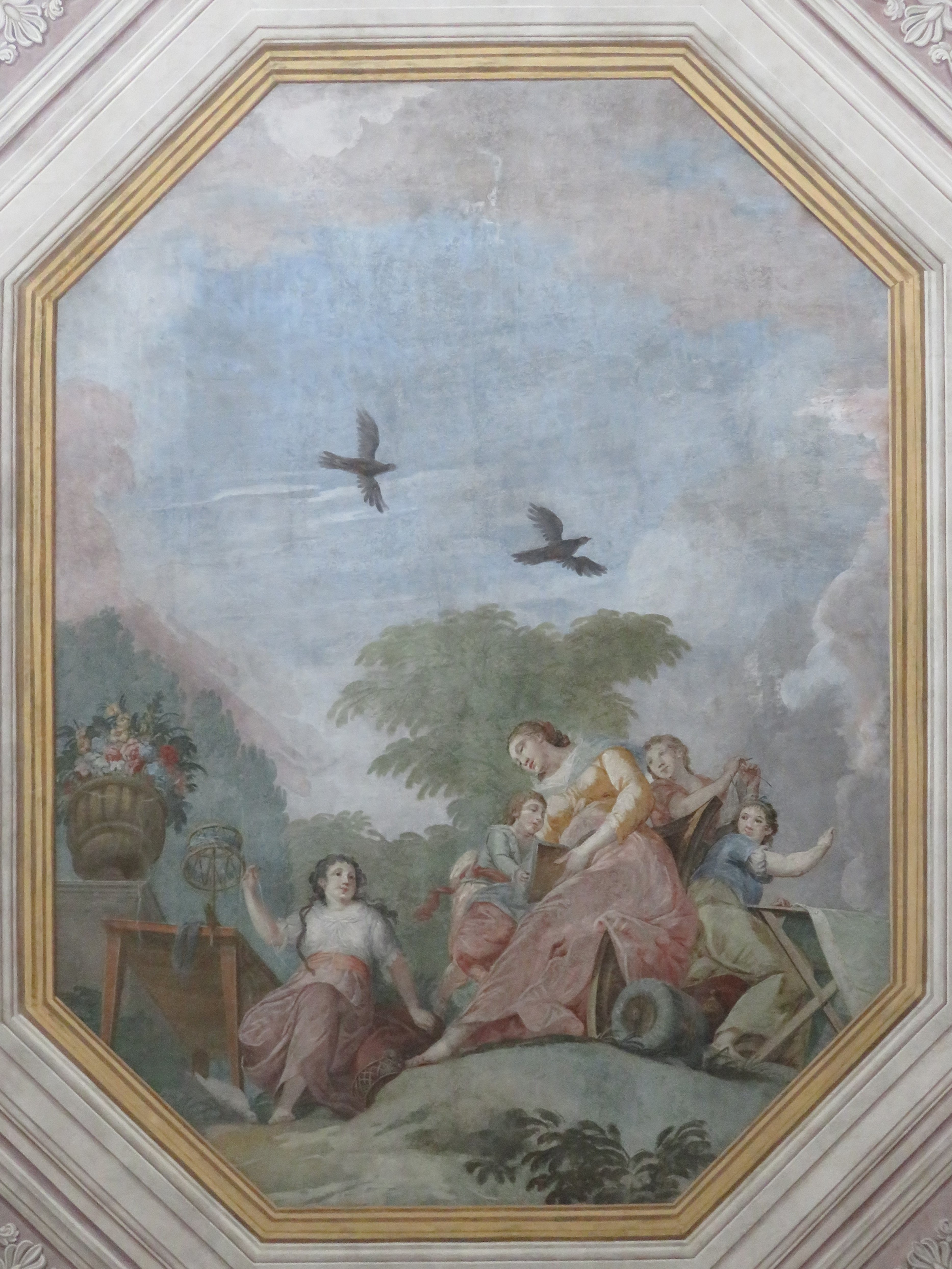
Soffitto affrescato in una saletta dell'ala sud
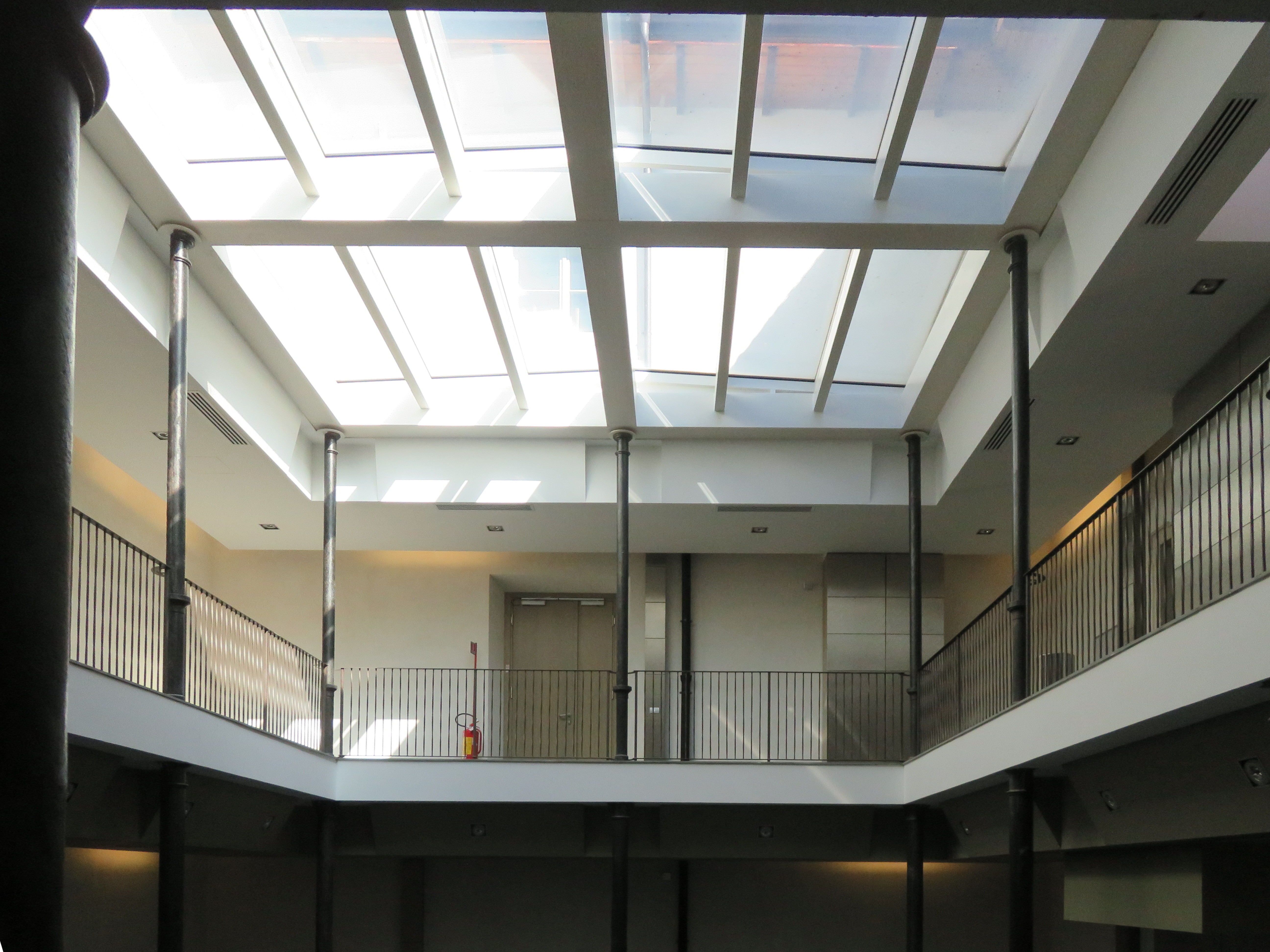
Ala sud, area cortile coperto con ballatoi ed accesso alle aule
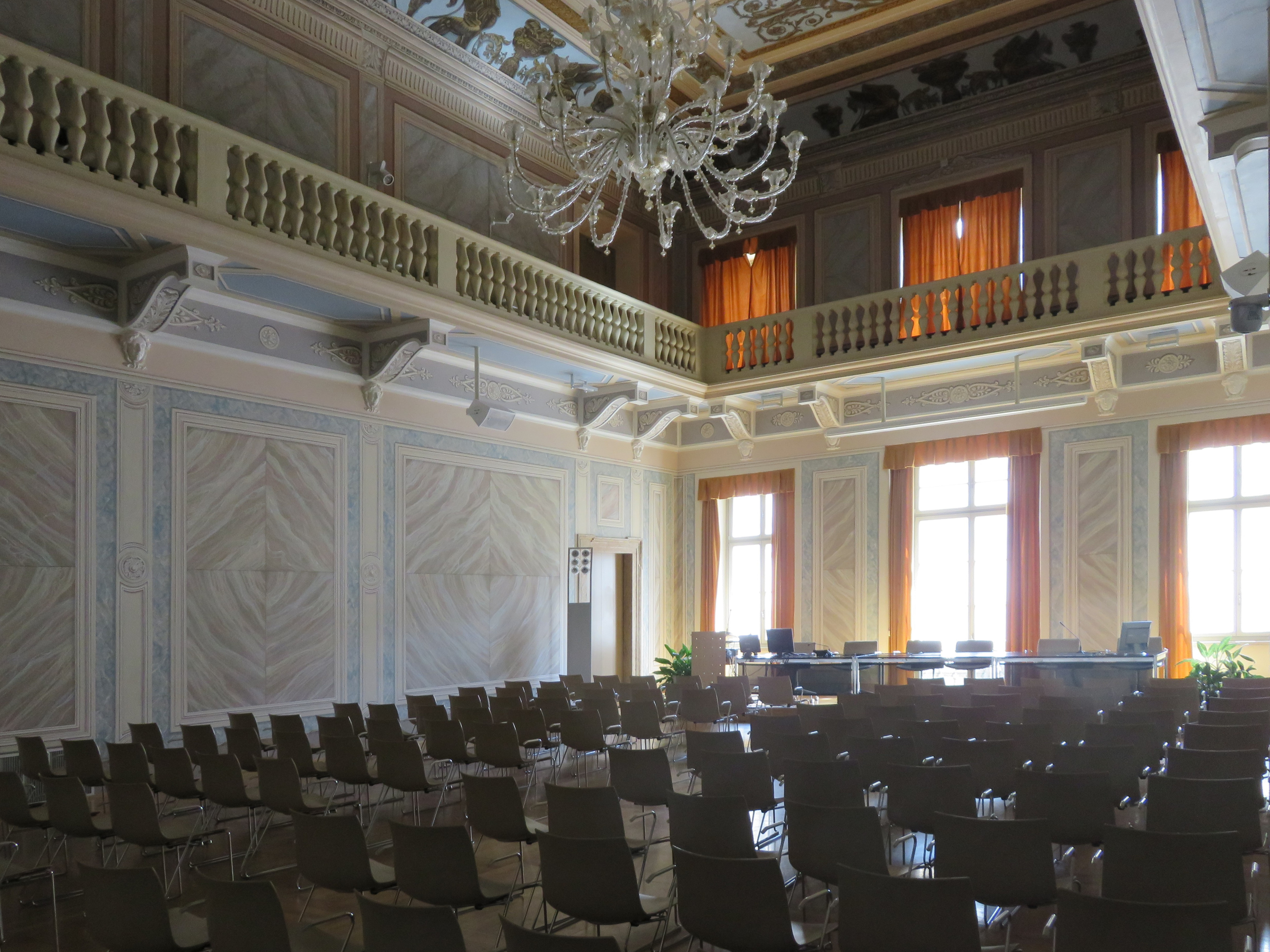
Aula magna al primo piano